# Lowlands 2012
Lowlands 2012 (voluit: A Campingflight to Lowlands Paradise) is een Nederlands muziek- en cultuurfestival dat op 17, 18 en 19 augustus 2012 plaatsvond in Biddinghuizen. Het was de 20e editie van het Lowlandsfestival. De kaartverkoop ging van start op zaterdag 4 februari om 11:00 uur. Om 13:00 uur, precies 2 uur later, waren de reguliere kaarten uitverkocht.

## Artiesten
| - ACIDP030WER - Actress - Addison Groove - Alberta Cross - Alborosie & Shengen Clan + Ikaya - Alt-J (Δ) - Âme - Ane Brun - Anstam - Atri N'Assouf - Bassnectar - Ben Howard - Benga - Benji B - Billy Talent - Blaudzun - Blawan - Bloc Party - Boy & Bear - C2C - Camo & Crooked - Charles Bradley and his Extraoridinaires - Clark - Cloud Nothings - DIO - DJ Rashad & DJ Spinn - De Avonduren - Disclosure - Dixon - Django Django - Dope D.O.D. - Eagles of Death Metal - Ed Sheeran - Enter Shikari - Eprom - Ewert & the Two Dragons - Example - FIDLAR - Flux Pavilion - Foo Fighters - Four Tet (live) - Fresku - FuntCase - Ghost | - Go Back to the Zoo - Graveyard - Heideroosjes - Henrik Schwarz - Holy Other - Hot Chip - Howler - Hudson Mohawke - Imam Baildi - James Vincent McMorrow - Jamie N Commons - Jamie xx - John Talabot - Joy Orbison - Julio Bashmore - Kasabian - Kees van Hondt - Knife Party - Krema Kawa - La Pegatina - Les Ramoneurs de Menhirs - Feist - Letlive - Light Asylum - Lianne La Havas - Linnea Olsson - Lights - Magnetic Man - Marcel Dettmann & Ben Klock - Mark Lanegan Band - Me First and the Gimme Gimmes - Miike Snow - Modeselektor - Moss - Movits! - Netsky (DJ set) - NGUZUNGUZU - Nicolas Jaar - Nobody Beats the Drum 333” - Objekt - Of Monsters and Men - Oscar Mulero - Otava Yo - Pat Mahoney - Phantom Limb | - Posij - Pulled Apart By Horses - Refused - Rizzle Kicks - San Proper - Saschienne - SMOD - Santigold - Scuba - Shazalakazoo - Skip & Die - SKisM - Skrillex - Sleigh Bells - Söndörgo - Spinvis - Sun Araw - The Antlers - The Black Keys - The Black Seeds - The Bots - The Cribs - The Dirty Denims - The Gaslight Anthem - The Kik - The Kyteman Orchestra - The Maccabees - The Shins - The Walkmen - The Whitest Boy Alive - The xx - Tim Christensen and The Damn Crystals - Todd Terje - Trash Talk - Triggerfinger - Trixie Whitley - tUnE-yArDs - Two Door Cinema Club - Veronica Falls - White Rabbits - WhoMadeWho - Wilco - Willy Moon - Zulu Winter |